# Швед Вадим Вадимович
Вади́м Вади́мович Шве́д — старший лейтенант Збройних сил України, учасник російсько-української війни.

## З життєпису
У часі війни — головний сержант мінометної батареї, 79 оаембр. Визволяв Красний Лиман, Слов'янськ, Краматорськ. Брав участь у боях за Савур-Могилу, в Донецькому аеропорту та біля Широкиного.
Станом на серпень 2016-го — старший сержант, курсант НАСВ ім. Сагайдачного.

## Нагороди
За особисту мужність і героїзм, виявлені у захисті державного суверенітету та територіальної цілісності України, вірність військовій присязі під час російсько-української війни нагороджений
- орденом «За мужність» III ступеня (4.12.2014)
- медаллю «За військову службу Україні»[1]